# 9377 Metz
9377 Metz este o planetă minoră (asteroid) din centura de asteroizi. A fost descoperită pe 15 august 1993 la observatoire de la Côte d'Azur⁠(d) de Eric Walter Elst și a fost numită după Metz. 
Obiectul prezintă o orbită caracterizată de o semiaxă mare de 3,016349 UAi, o excentricitate de 0,05, o înclinație de 2,17996 ° în raport cu ecliptica.